# Modisimus guerrerensis
Modisimus guerrerensis är en spindelart som beskrevs av Willis J. Gertsch och Davis 1937. Modisimus guerrerensis ingår i släktet Modisimus och familjen dallerspindlar. Inga underarter finns listade i Catalogue of Life.